# Casa Provincial de Maternidad y Expósitos de Barcelona
La Casa Provincial de Maternidad y Expósitos de Barcelona (en catalán: Casa Provincial de Maternitat i Expòsits de Barcelona) es un antiguo complejo hospitalario situado en el distrito de Les Corts de Barcelona, reconvertido hoy día en diversos equipamientos sociales, institucionales y asistenciales. Su construcción se llevó a cabo en varias etapas entre 1889 y 1957, con la participación de distintos arquitectos, entre ellos Camil Oliveras, General Guitart, Josep Bori, Manuel Baldrich, Juan Rubió y Josep Goday. Está declarado como Bien Cultural de Interés Local (BCIL) en el Inventario del Patrimonio Cultural catalán con el código 08019/2105.

## Historia
El origen de la institución se encuentra en la antigua inclusa situada en la calle Ramelleres de la Ciutat Vella barcelonesa, cuyas instalaciones se habían quedado obsoletas. Se buscó entonces un emplazamiento más adecuado, con terrenos más amplios y mejores condiciones de salubridad, para lo que se adquirió en 1878 una finca denominada Can Cavaller, en el municipio de Les Corts de Sarrià, que sería posteriormente incorporado a la ciudad condal en 1896. Actualmente el complejo hospitalario se encuentra en pleno corazón del distrito de Les Corts, justo al lado del Camp Nou, el estadio del Futbol Club Barcelona. Hoy en día queda un edificio dedicado a su función original, pero la mayoría de pabellones han sido reconvertidos, y acogen diversas instituciones, como el Archivo de la Diputación de Barcelona, la Universidad Nacional de Educación a Distancia, el Departamento de Sanidad y Seguridad Social de la Generalidad de Cataluña, un centro de asistencia primaria (CAP Les Corts) y un instituto (IES Les Corts). Durante un tiempo acogió además al Comité Organizador de los Juegos Olímpicos de Barcelona 1992.

## Descripción

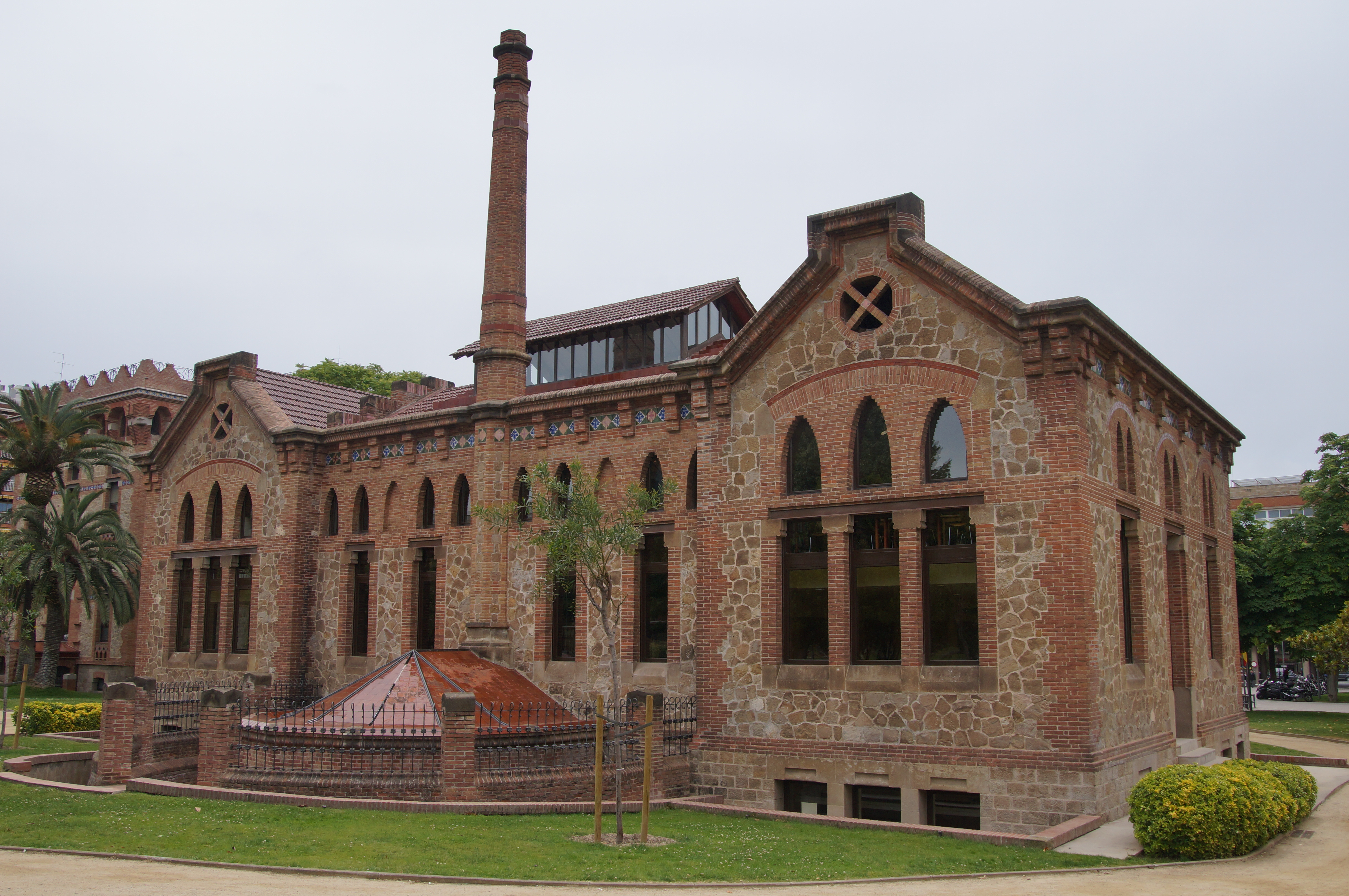
Pabellón de la UNED (antigua cocina).

El conjunto fue construido en varias fases: entre 1889 y 1919 se edificaron los pabellones del lado sur, con un proyecto modernista diseñado por Camil Oliveras en colaboración con General Guitart. Este primer grupo consta de cinco edificios alrededor de un gran patio rectangular, y se corresponde con los pabellones de Lactancia, Destete —posteriormente Ave María—, dos de Infecciosos y el de lavaderos. La construcción es en ladrillo visto y decoración de cerámica policromada, en una síntesis de estética y funcionalidad que sería una de las premisas básicas del modernismo. Entre 1908 y 1928 se construyeron en este lado dos pabellones más, el de Germanes y el de Prat de la Riba, así como un depósito de cadáveres con sala de autopsias y laboratorio, la cocina y el horno de pan, obra de Josep Bori. Más adelante, entre 1953 y 1957, se levantó también en el lado sur el Pabellón Cambó, obra de Manuel Baldrich. Por su parte, en el lado norte se construyeron entre 1915 y 1942 los pabellones Rosa y Azul, obra de Juan Rubió y Josep Goday: el primero tiene planta de doble T y está decorado con esgrafiados; el segundo presenta planta rectangular, con fachada de estilo novecentista. En 1934 se construyó también en la parte septentrional el pabellón Helios, en estilo racionalista, obra igualmente de Josep Goday. Entre 1981 y 1983 se efectuó una completa remodelación del pabellón del Ave María, a cargo de Andreu Bosch, Josep Maria Botey y Lluís Cuspinera, que ganó el premio FAD de restauración.
El recinto interior del complejo hospitalario acoge unos amplios jardines que desde 1998 son de acceso público, estructurados en un eje longitudinal que va desde la Travessera de Les Corts hasta la Diagonal. Son unos jardines de aspecto tranquilo pese al bullicio de la gente que constantemente transita por ellos, con amplias praderas ribeteadas de árboles de diversas especies, como pinos, olmos, ciruelos, cinamomos, catalpas y árboles del amor. También hay varias zonas de juegos infantiles y un área para perros. En el recinto hay igualmente varias esculturas repartidas en el terreno: Nuestra Señora embarazada (1944), de Vicenç Navarro; Sagrado Corazón (1944), del taller El Arte Cristiano (un taller de imaginería religiosa de Olot, fundado en 1880 por Joaquín Vayreda, Josep Berga i Boix y Valentí Carrer); Maternidad. Ayuda al desvalido (1956), de Luisa Granero; Sor Antonia (1963), de Antonio Sacramento; y Límite interior. Libro abierto (1987), de Sergi Aguilar.

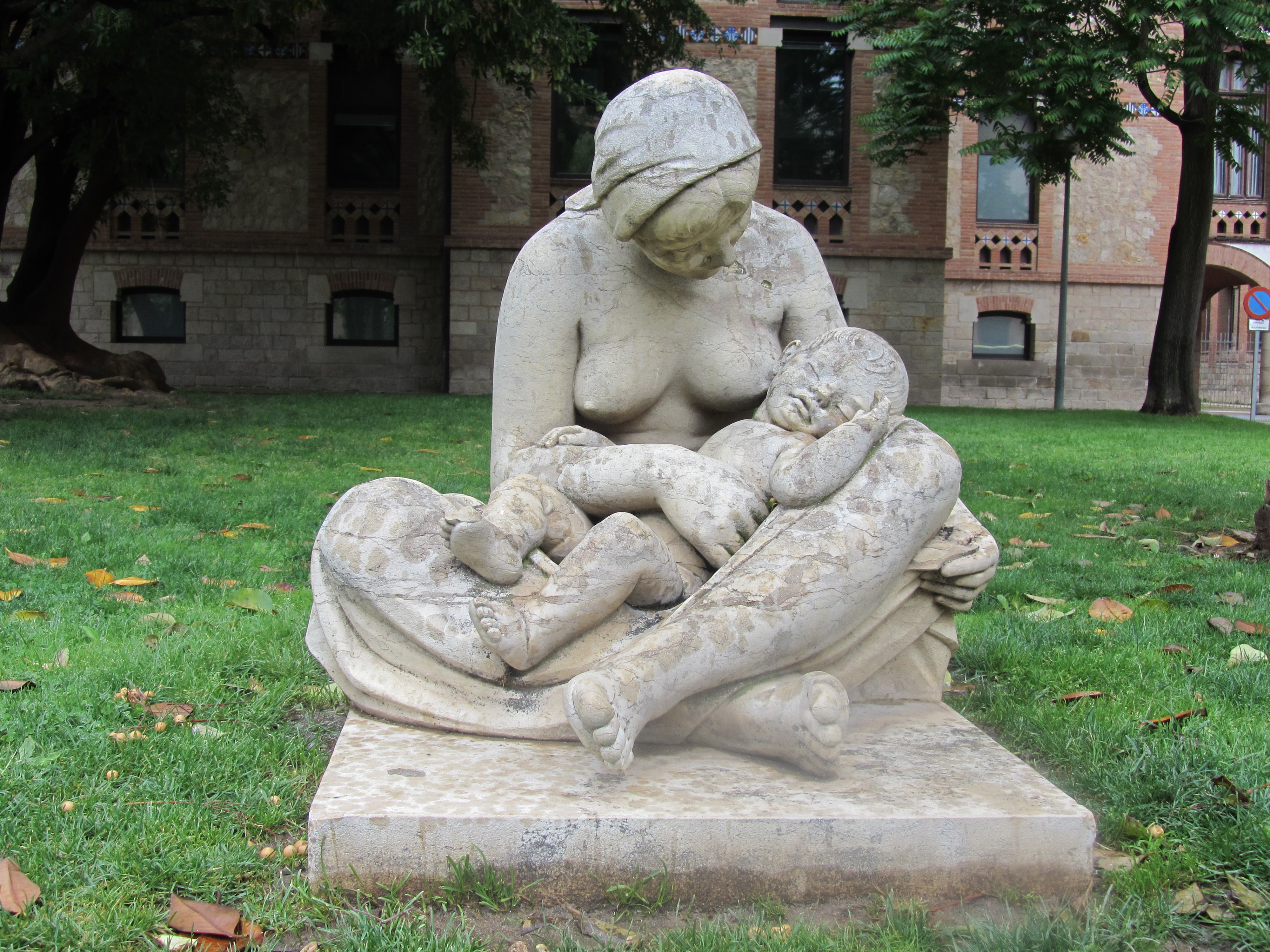
Maternidad. Ayuda al desvalido, de Luisa Granero.
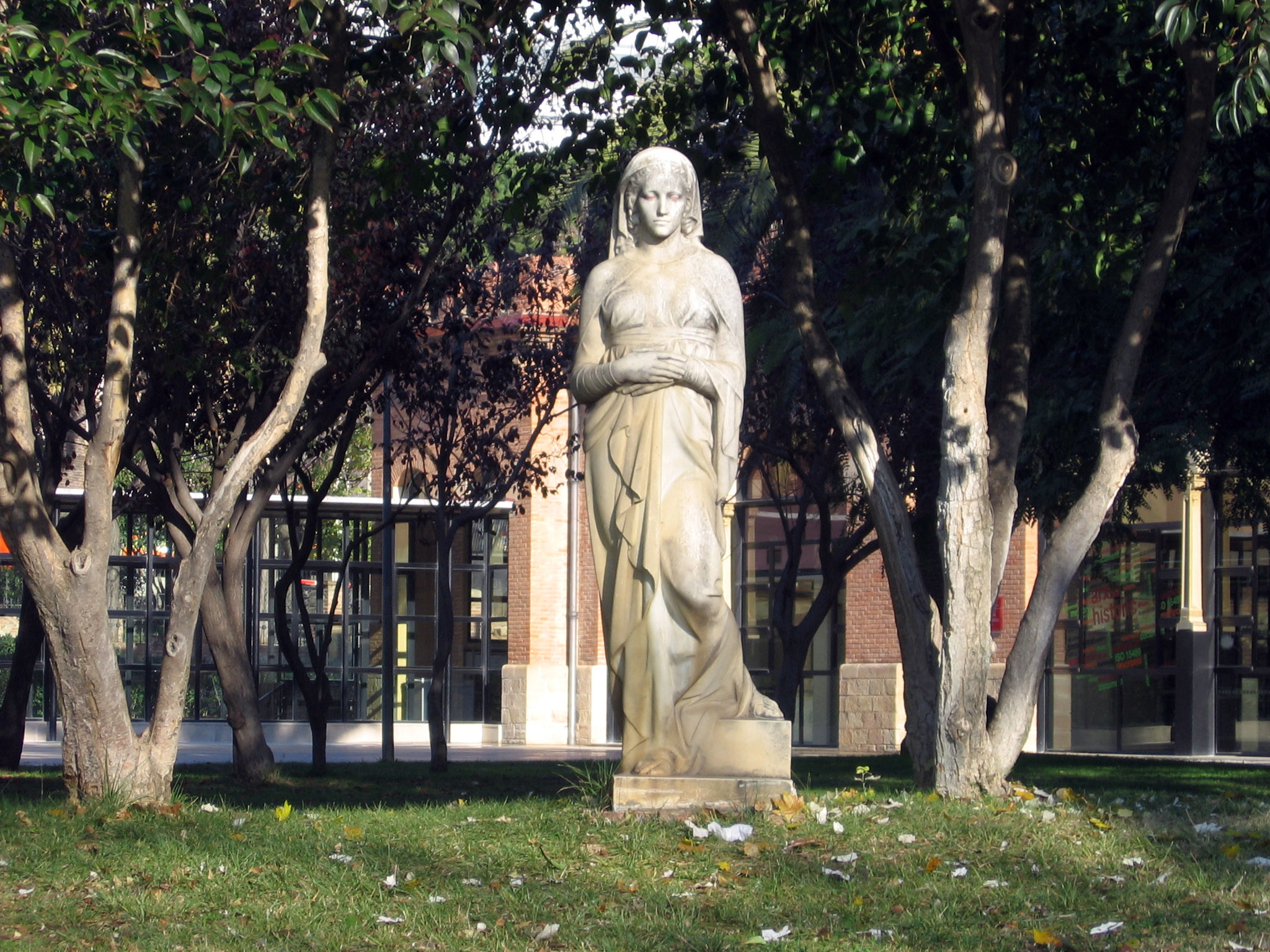
Nuestra Señora embarazada, de Vicenç Navarro.
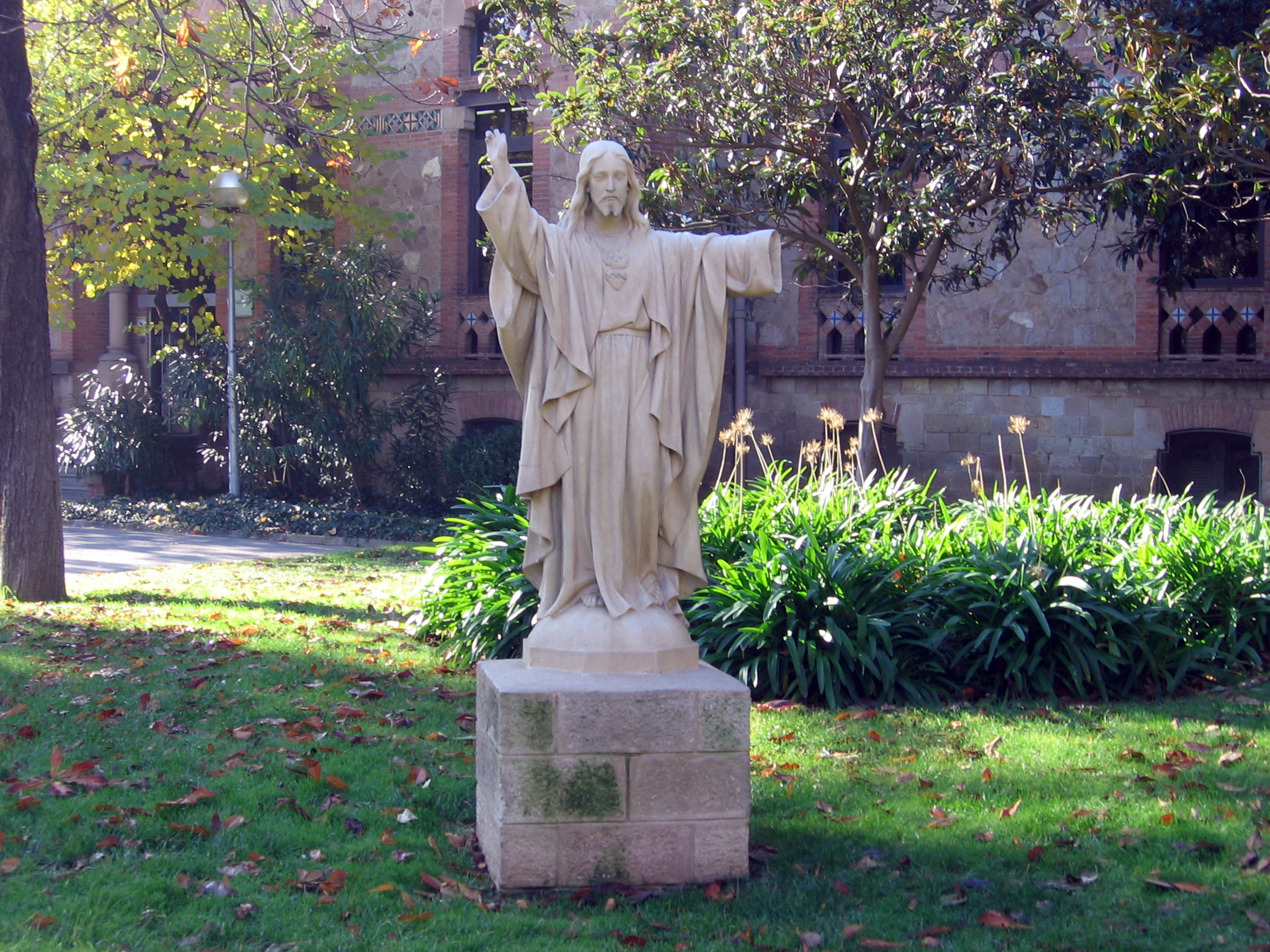
Sagrado Corazón, del taller El Arte Cristiano.
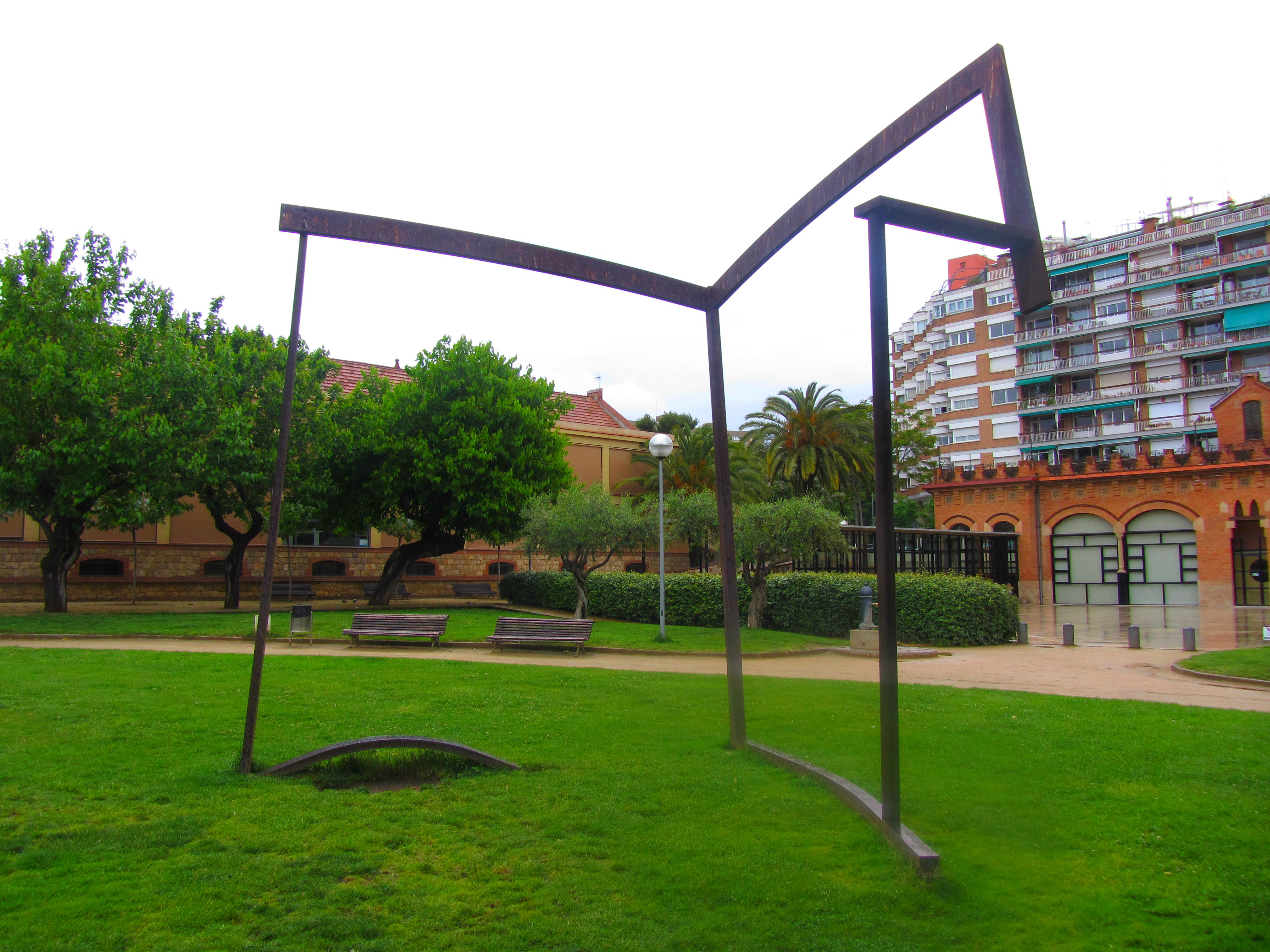
Límite interior. Libro abierto, de Sergi Aguilar.